# 오픈프린팅
오픈프린팅 또는 openprinting.org는 리눅스재단에 합병된 자유 표준 그룹(FSG)에 속해있으며 CUPS를 기반으로 하는 프린터 드라이버에대한 다양한 제조사의 리눅스 버전을 표준으로 개발하는데 주요하게 역할을 하는 프로젝트이다. 스캐너 액세스 나우 이지(SANE)와 함께 복합기 사무용기기의 리눅스 드라이버를 제공하는데 주요한 표준 프로토콜 및 스펙 제정을 담당하고 있다.

## 같이 보기
- HPLIP